# Aguts
Aguts település Franciaországban, Tarn megyében. Lakosainak száma 237 fő (2022. január 1.). Aguts Cuq-Toulza, Montgey, Mouzens, Péchaudier és Puéchoursi községekkel határos.

## Népesség
A település népességének változása:
| Lakosok száma | 224  | 214  | 228  | 223  | 227  | 226  | 230  | 236  | 237  |
|               | 2013 | 2015 | 2016 | 2017 | 2018 | 2019 | 2020 | 2021 | 2022 |